# Panoramatische Apperzeption
Als panoramatische Apperzeption bezeichnet man eine visuelle Wahrnehmung, welche die Rahmenschau sprengt, auf die Immersion zielt, also der "Eintritt des Beobachters in den Bildraum".
Die Entwicklung zu einer panoramatischen Apperzeption geht einher mit der Ablösung der klassischen Zentralperspektive des Quattrocento; die Devise "Ich sehe mich mich sehen" (Paul Valéry) wurde abgelöst durch "Ich will selbst im Geschehen sein".

## Geschichte und Entwicklung
Vorläufer medialer panoramatischer Apperzeption waren das Theater, das Rundfresko, die Trompe-l’œil-Malerei und das Panoptikum.
Das erste Massenmedium, das eine panoramatische Apperzeption ermöglichte, war das Panorama und das Diorama ("Das Panorama ist ein entrahmtes Bild", Albrecht Koschorke), gefolgt vom Film und dem Cyberspace der so genannten virtuellen Realität (vgl. Teleimmersion).